# Blockstelle

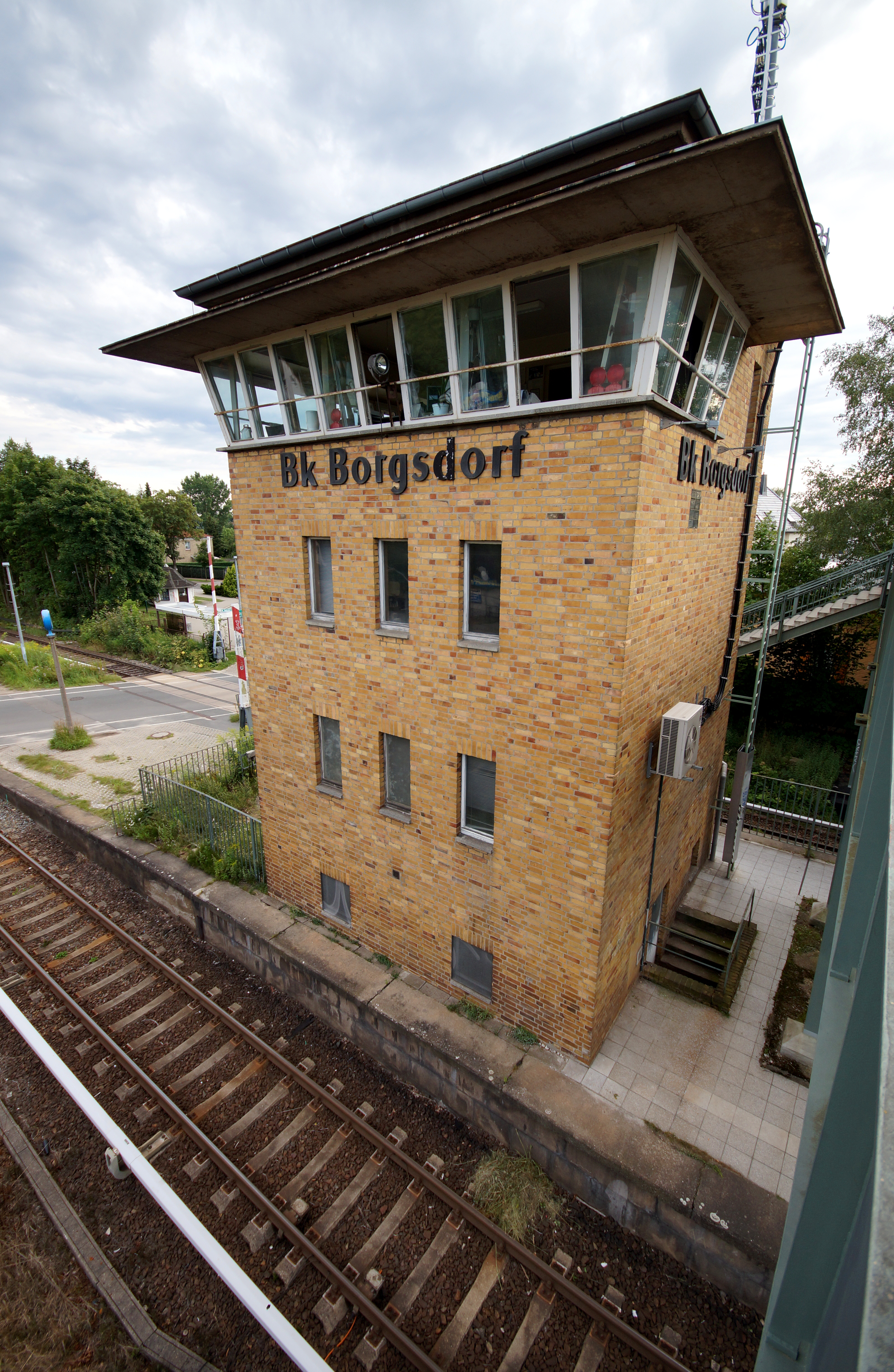
Blockstelle in Borgsdorf an der Berliner Nordbahn

Blockstellen (Abkürzung Bk) sind Bahnanlagen, die in ihrer Funktion als Zugfolgestelle einen Zugfolgeabschnitt begrenzen.
Blockstellen verfügen in der Regel über je ein Blocksignal pro Fahrtrichtung und Streckengleis. Sie finden sich vor allem dort, wo der Abstand zwischen zwei Bahnhöfen so groß ist, dass die angestrebte Mindestzugfolgezeit nicht erreicht werden kann. Früher war ausschlaggebender Beweggrund für die Einrichtung von Blockstellen, dass Verständigungen zwischen den Zugfolgestellen nicht über längere Entfernungen möglich waren.
Eine Blockstelle kann zugleich als Abzweigstelle, Anschlussstelle, Ausweichanschlussstelle, Bahnhof, Deckungsstelle, Haltepunkt, Haltestelle oder Überleitstelle eingerichtet sein. Der ausschließliche Status einer Betriebsstelle als Blockstelle trifft dann zu, wenn sie nur ihre grundsätzliche Aufgabe der Zugfolgeabschnittbegrenzung auf der freien Strecke wahrnimmt und keine weiteren Funktionen, wie z. B. den Übergang von Zügen auf ein anderes Gleis, erfüllt.

## Geschichte
In der Anfangszeit der Eisenbahn lagen Betriebsstellen in Sichtweite zueinander und verständigten sich über nur auf kürzere Entfernung erkennbare optische Signale. Ab den 1860er Jahren hatte der Eisenbahnverkehr so stark zugenommen, dass der Abstand zwischen zwei Zugfolgestellen verkürzt und zudem mit Signalen für den Zugverkehr gesichert werden musste. Die optischen Signale zur Kommunikation wurden ab den 1870er Jahren durch Telefonverbindungen ersetzt, zur Deckung des vorausliegenden Streckenabschnitts wurden zunächst Distanzsignale aufgestellt. Mit der Einführung des elektrischen Streckenblocks wurde die Freigabe eines Streckenabschnitts auch technisch überwacht.
Die Blockstellen waren zunächst, wie die Schrankenwärterposten, entlang der Strecke nummeriert; ab 1911 wurden in der Eisenbahndirektion Halle, ab 1927 in ganz Sachsen, den Blockstellen Namen entsprechend ihrer geografischen Lage zugeordnet. 1905 war bereits die Bezeichnung der Stellen von Blockstation in Blockstelle geändert worden, im Jahr 1930 wurde die Abkürzung von Blst auf Bk festgelegt. Weitere frühere Bezeichnungen für die Betriebsstelle oder deren Dienstgebäude sind Blockposten oder Blockhütte.

## Betrieb
Blockstellen bestehen aus einem örtlich mit einem Fahrdienstleiter besetzten oder von einer benachbarten Betriebsstelle ferngestellten Stellwerk. Fahrdienstleiter von Blockstellen wurden früher als Blockwärter (Blw, auch Bkw) bezeichnet.
Vor allem mit der Einführung elektronischer Stellwerke eingerichtete selbsttätige Blockstellen (Sbk) funktionieren technisch vollkommen automatisch ohne Mitwirkung eines Bedieners und nutzen für die Zugerkennung eine Gleisfreimeldeanlage.
Blockstellen für anzeigegeführte Züge (LZB bzw. ETCS – hier insbesondere in der Betriebsart Full Supervision) können statt durch konventionelle Form- bzw. Lichthauptsignale auch durch Signale Ne 14 – ETCS-Halttafel oder durch Orientierungszeichen Blockkennzeichen (z. B. als LZB-Blockkennzeichen) begrenzt sein.